# Schloss Oberlangenstadt

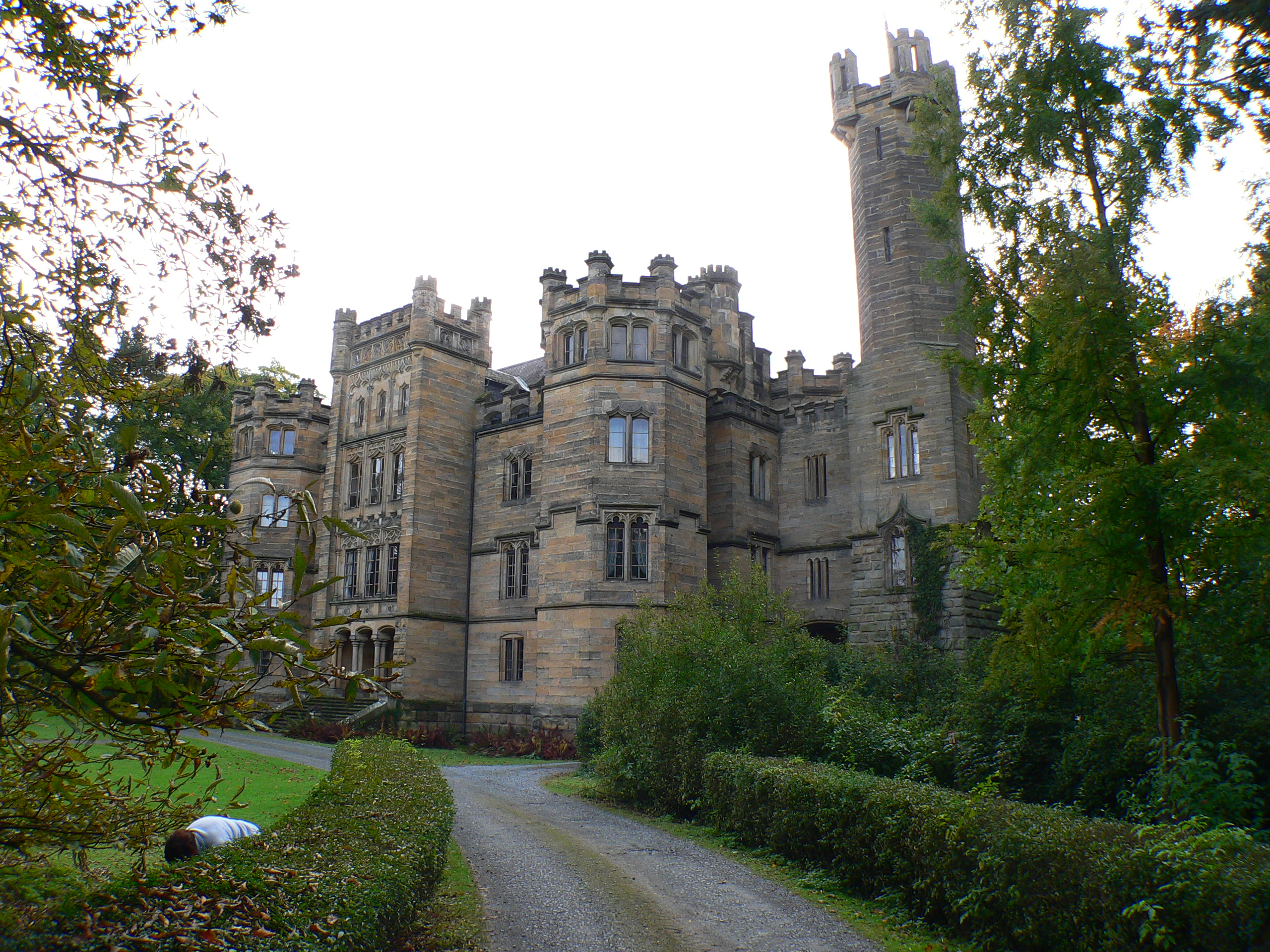
Schloss Oberlangstadt in Küps-Oberlangstadt

Das Schloss Oberlangenstadt befindet sich im Gemeindeteil Oberlangenstadt des Marktes Küps im oberfränkischen Landkreis Kronach in Bayern.

## Geographische Lage
Oberlangenstadt liegt mitten in der ausgedehnten Tallandschaft der mittleren Rodach. Die günstige Lage des Ortes an diesem Fluss, der im Mittelalter als Transportweg diente, begründete die Anlage von insgesamt zehn Adelssitzen im Gebiet des Marktes Küps, zu der Oberlangenstadt gehört. Neun der zehn Anwesen bestehen noch, teilweise stark verändert, als Ruine oder Bodendenkmal.
Das von einem ausgedehnten Park umgebene Schloss Oberlangenstadt befindet sich am Südrand der Gemeinde in der Poststraße, unmittelbar an der Rodach.

## Geschichte
Oberlangenstadt wurde 1367 als Dorf im Besitz der Freiherrn von Redwitz erstmals erwähnt. Sie verkauften wie schon um 1625 in Nagel und Tüschnitz 1691 auch in Oberlangenstadt ihren Besitz an die Freiherrn von Künsberg. Zu dieser Zeit gab es in Oberlangenstadt nur einen landwirtschaftlichen Hof. Philipp Heinrich von Künsberg baute 1718 den ersten kleinen Adelssitz in der Nähe des heutigen Gärtnerhauses.
Um 1760 begann Carl Dietrich von Künsberg mit der Anlage eines ausgedehnten Parks rund um den abgelegenen Landsitz. Auch ein kleines Freilichttheater wurde im Park eingerichtet. Allerdings beeinträchtigte der feuchte Untergrund der Flussaue auf Dauer die Standfestigkeit des Adelssitzes, sodass er 1805 abgerissen werden musste. 1861 ließ Karl von Künsberg den Schlossgarten im englischen Stil erweitern und 1862 bis 1864 entstand unter dem erst 21 Jahre alten, durch Heirat zu Wohlstand gelangten Freiherrn Otokar August von Künsberg das heutige Schloss im Tudorstil, in Größe und Ausstattung einzigartig in Oberfranken.
Gleichzeitig mit dem Schloss entstanden in seiner Nähe neue Garagen und Stallungen im Stil des Historismus. Im Zweiten Weltkrieg war das ganze Anwesen beschlagnahmt. Unter dem Decknamen „Institut für Treib- und Schmierstoffe“ arbeitete man dort an der Atomwaffenentwicklung.

## Bau

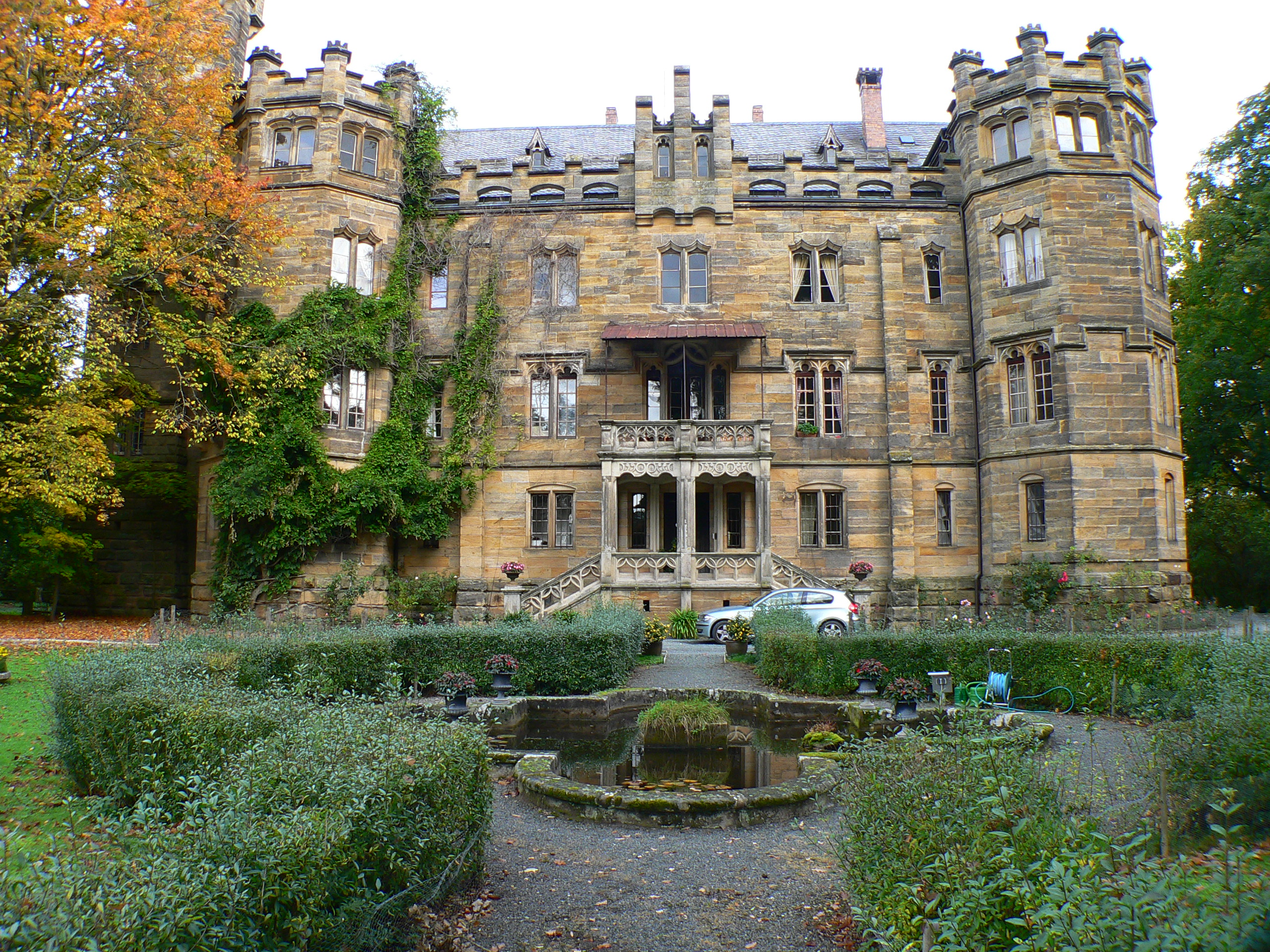
Gartenseite (Ostfront)

Die Pläne zum Bau des Schlosses stammen von Professor Ludwig Volz, Hofbaumeister der bayerischen Könige Maximilian II. und Ludwig II. Der rechteckige Hauptbau mit seinen drei Geschossen ist wegen des feuchten Augrundes auf Pfosten erbaut. Ihn flankieren vier achteckige Ecktürme, die als obere Abschlüsse Attiken mit Ziertürmchen tragen. Aus der Ostfront springt ein wuchtiger dreiachsiger Mittelrisalit vor, der mit einem vierten Geschoss die Ecktürme überragt. Der Risalit trägt einen Zinnenkranz mit vier Ecktürmchen und wirkt so wie ein fünfter Turm. Darin befindet sich der Haupteingang mit drei stichbogigen Arkaden, zu dem eine breite Freitreppe empor führt. Später wurde dem Schloss an der nördlichen Schmalseite ein weiterer, 36 Meter hoher Turm angefügt. Dieser achteckige, schlanke „Bergfried“ ist durch eine zweigeschossige Brücke, die eine Durchfahrt zur Gartenseite überspannt, mit dem Hauptgebäude verbunden.

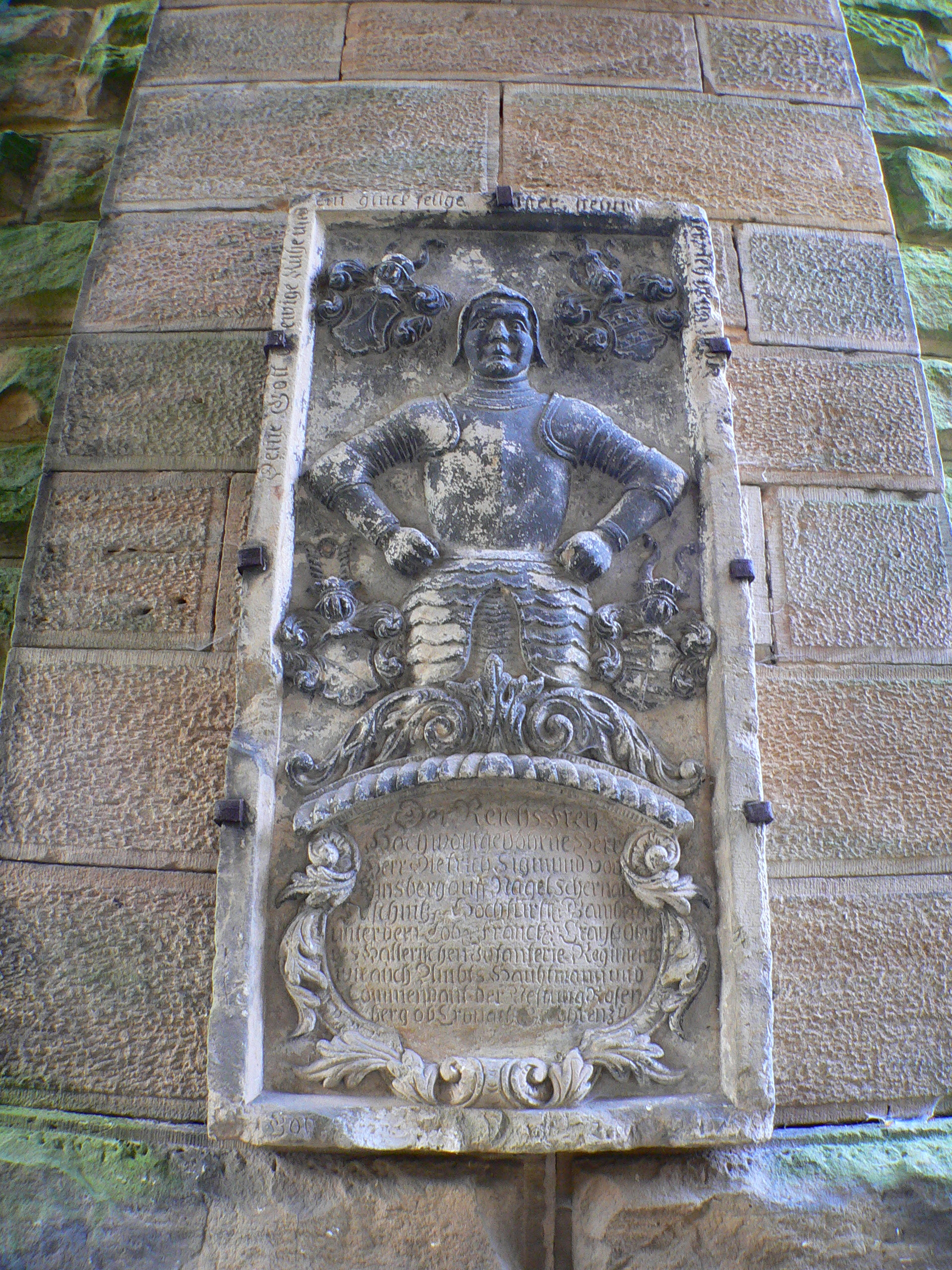
Epitaph von 1739

Die Außengestaltung des Schlosses nutzt fast die gesamte Formensprache der Gotik. So gibt es neben Fensterstürzen aus Vorhang-, Stich- und Kielbögen als Teilung Maßwerk und Maßwerkblenden. Auf der Gartenseite wird die Mitte durch einen Portikus betont, unter dem sich der Hintereingang verbirgt und zu dem eine zweiläufige Freitreppe führt. Die Pfeiler des Portikus tragen einen Balkon, dessen Brüstungen wie die Fenster mit Maßwerk gefüllt sind. Unter dem Brückenbogen zwischen Hauptgebäude und dem hohen Turm ist an der Turmwand ein Epitaph aus dem Jahr 1739 angebracht. Der Obrist Dietrich Sigmund von Künsberg ist als Relief dargestellt. Diese Grabplatte ist das einzige ältere Stück an dem 1864 vollendeten Neubau. Sie stammt ursprünglich aus der Stadtpfarrkirche St. Johannes der Täufer in Kronach, wo der ehemalige Kommandant der Festung Rosenberg beigesetzt war, und wurde dort vermutlich im Zuge einer Kirchenrenovierung in der Mitte des 19. Jahrhunderts entfernt und nach Oberlangenstadt gebracht.

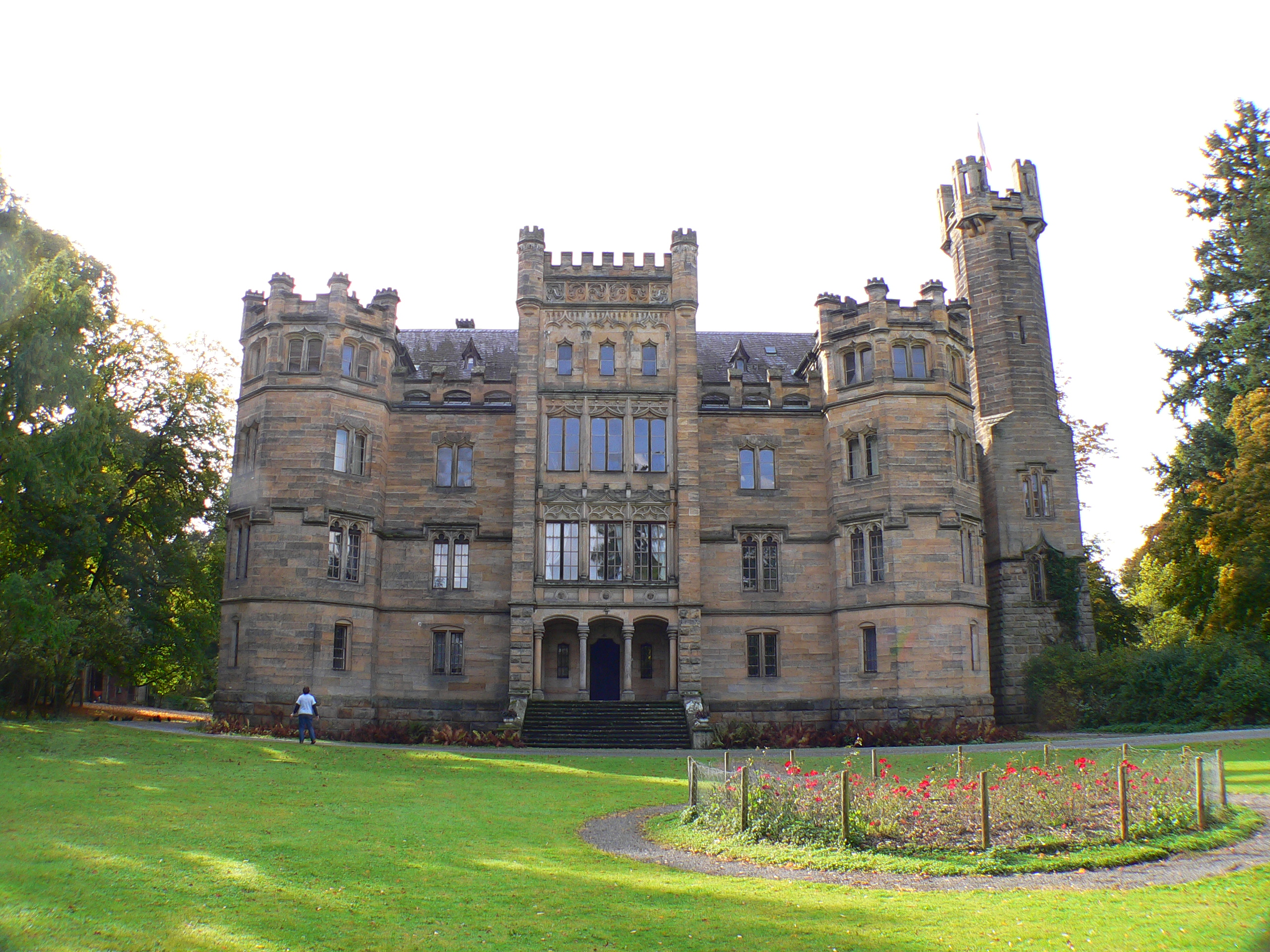
Eingangsseite

Die Jahreszahl 1864 steht groß über dem Hauptportal der Ostseite, durch das man in die Vorhalle im Erdgeschoss gelangt. Gestaltung und Einrichtung der Gemächer erinnern an eine bereits beim Bau des Schlosses längst vergangene Zeit. So erinnert die Ausstattung des Salons im ersten Obergeschoss an den Stil Napoleons III., andere Räume, wenn sie auch nicht so prunkvoll ausgestattet sind, an die Schlösser Ludwigs II. Besonders originell präsentiert sich das maurische Esszimmer im nordwestlichen Eckturm, das Dekorationen der Alhambra in Granada bis ins kleinste Detail nachahmt. Bemerkenswert sind auch die aus verschiedenen Hölzern kunstvoll gestalteten Parkettböden.

## Park
Carl Dietrich von Künsberg stand als Gartenplaner in Diensten des Hochstifts Bamberg. Er leitete bereits die Anlage des Gartens von Schloss Seehof, als er 1760 begann, den Oberlangenstadter Schlosspark im Stil des französischen Barocks anzulegen. Hierzu bezog er eine durch die Rodach angeschwemmte große Kiesbank mit ein. Am Rande des Parks ließ er das noch bestehende kleine Freilichttheater bauen, in dem Komödien aufgeführt wurden. Die Umwandlung des Barockparks in einen Englischen Landschaftsgarten 1861 gelang besonders durch die Umleitung eines alten Mühlgrabens, der in Windungen durch das Gelände floss und einen Schlossteich speiste. In die Umgestaltung wurden auch viele der alten Bäume aus der ursprünglichen Flussaue der Rodach einbezogen.

## Sonstiges
Rund um das Schloss Oberlangenstadt fanden 2018 Dreharbeiten für den Kinderfilm Vier zauberhafte Schwestern mit Katja Riemann und Justus von Dohnányi statt.